# 綠黨 (愛爾蘭)
綠黨（英語：Green Party）是愛爾蘭地區的綠黨，在愛爾蘭共和國和北愛爾蘭（北愛爾蘭綠黨）均有活動。綠黨在1981年成立於都柏林，設立者是一位教師Christopher Fettes。
2007年大選，綠黨取得6個席次，得票亦是歷來最多。之後，綠黨首次成為愛爾蘭的執政黨，加入愛爾蘭共和黨領導的聯合政府，直至2011年共和黨及綠黨的聯合政府在大選中慘敗，綠黨失去全部席次。2016年大選，綠黨取得2個席次，2020年大增至12席。